# Králová
Králová (německy Königlosen) je vesnice, část obce Medlov v okrese Olomouc. Nachází se asi 3 km na jihozápad od Medlova. V roce 2009 zde bylo evidováno 85 adres. V roce 2001 zde trvale žilo 276 obyvatel.
Králová je také název katastrálního území o rozloze 13,96 km2.